# 古川雄輝
古川 雄輝（ふるかわ ゆうき、1987年〈昭和62年〉12月18日 - ）は、日本の俳優。愛称は、ふるぽん。
東京都出身。元ホリプロ所属。2024年4月からはフリーで活動。

## 来歴
医師である父の仕事の都合で7歳からカナダで8年間過ごし、高校から単身でアメリカ・ニューヨークに移り住んで3年、計11年間を海外で過ごす。
慶應義塾ニューヨーク学院を経て日本に帰国し、慶應義塾大学理工学部に進み、2009年、ミスター慶応に選出される。
2010年、ホリプロ創業50周年記念事業の一環として開催された新人発掘オーディション「キャンパスター★H50withメンズノンノ」で審査員特別賞を受賞し芸能界デビュー。
2013年、日英共同作品『家康と按針』で海外デビュー。同年、主演ドラマ『イタズラなKiss〜Love in TOKYO』が日本と同時に中国で配信され大ヒットを記録。中国・上海にて日本人俳優初となるファンミーティングを開催し、計1200人を動員。空港に1000人を超すファンが出迎え、宿泊先のホテルには約300人が待ち構える騒ぎになった。
2014年、中国版ツイッターWeiboのフォロワー数が100万人を突破。「男神（＝「憧れの男性」という意味）」と言われ、中国で絶大な人気を誇る。同年、日中合作ドラマ『不可思議的夏天』にて主演を務める。中国の配信会社「iQIYI」（アイチーイー）が主催するアワード「尖叫2015爱奇艺之夜」にて「アジア俳優賞」を日本人として初めて受賞。
2018年、クァク・ジェヨン監督作品、日韓合作映画『風の色』にて主演を務める。
2019年、ゆうばり国際ファンタスティック映画祭2019 にて、「ニューウェーブアワード男優部門」を受賞。同年6月23日、前日の22日に一般人女性と結婚したことを発表。同年10月11日、所属事務所および自身のツイッターを通じて第一子女児誕生を報告した。
2021年、weibo account festival 2020 微博日本群英会にて、「注目俳優賞」を受賞。weibo総フォロワー数は2020年8月時点で450万人を突破している。6月30日にはオンラインサロンを開設した。
2024年4月6日、ホリプロを退社し以後はフリーで活動していくことを自身のInstagramにて明らかにした。

## 人物
帰国子女であり、英語はネイティブ並みに話すことができる。将来の目標は渡辺謙のような国際派俳優や頭の回転の速い佐々木蔵之介のような俳優になること。
特技はバスケットボール、麻雀。ブレイクダンスも得意で大学時代はダンスサークル「Revolve」の代表も務めた（三代目 J Soul Brothers from EXILE TRIBEの岩田剛典は同じ大学のライバル関係にあったダンスサークルの代表）。2018年公開の映画『曇天に笑う』の主題歌「陽炎」に合わせて踊るPV『曇天ダンス〜D.D〜』ではブレイクダンスを披露するだけなく、振り付けにも参加している。
音痴であることを告白しているが、高校時代にはRIZEとDragon Ashのコピーバンドをした経験があり、ギターを担当していた。2019年にはRIZEのベーシスト・KenKenとラジオで共演を果たした。
猫が大好き。2022年にはテレビドラマ『ねこ物件』に主演し、「猫の作品をやりたい」という長年の夢を果たしたが、その制作発表会見の場で初めて、自身もオス猫のルーク（『スター・ウォーズ』の主人公の名前から命名）と、同じくオスで保護猫のステラ（『荒川アンダー ザ ブリッジ』の登場人物の名前から命名）を約6年前から飼っていることを明かした。
休日は昼か夜どちらか必ず自炊をしたり、ポイントカードもマメに使うなど、倹約家な一面をもつ。

## 出演

### 映画
- 高校デビュー（2011年、アスミック・エース） - 朝丘唯 役
- men's egg Drummers（2011年、角川コンテンツゲート） - 主演・神氏名啓太 役
- 富夫（2011年、ジェネオン・ユニバーサル・エンターテイメント） - 主演・富夫 役
- ロボジー（2012年、アルタミラピクチャーズ） - 清水雅広 役[29]
- Miss Boys!友情のゆくえ編（2012年、ジェネオン・ユニバーサル・エンターテイメント） - 東修一 役[29]
- トリハダ -劇場版-（2012年、クロックワークス） - 山本孝史 役
- 潔く柔く（2013年） - 小峰清正 役[30]
- 永遠の0（2013年、東宝）
- 我愛你in tokyo（2014年） - 主演・万藤保 役
- WOOD JOB!〜神去なあなあ日常〜（2014年） - 長谷川正治 役
- まほろ駅前狂騒曲（2014年） - 澤田刑事 役
- 脳内ポイズンベリー（2015年） - 早乙女亮一 役[22]
- ライチ☆光クラブ（2016年） - ゼラ 役[31][32]
- 太陽（2016年、KADOKAWA） - 森繁 役
- L-エル-（2016年） - オヴェス 役[33]
- 風の色（2018年、日韓合作映画）- 主演・西邑涼 / 村山隆（2役）[24][34]
- 曇天に笑う（2018年） - 安倍蒼世 役[35]
- となりの怪物くん（2018年､ 東宝） - 吉田優山 役[36]
- 屍人荘の殺人（2019年、東宝） - 立浪波流也 役[37]
- 思い、思われ、ふり、ふられ（2020年8月14日、東宝） - 乾聡太 役[38]
- リスタートはただいまのあとで（2020年9月4日、キャンター） -   主演・孤塚光臣 役（竜星涼とW主演）[15][39]
- 劇場版 ねこ物件（2022年8月5日、AMGエンタテインメント）- 主演・二星優斗 役[40][41]

### テレビドラマ
- アスコーマーチ〜明日香工業高校物語〜（2011年4月24日 - 7月3日、テレビ朝日） - 岸哲郎 役
- となりの悪魔ちゃん〜ミズと溝の口〜（2011年7月16日、フジテレビ） - ヒロキ 役
- 僕とスターの99日（2011年10月23日 - 12月25日、フジテレビ） - 夏目純吉 役[7]
- ビターシュガー（2011年10月18日 - 12月20日、NHK） - 川崎ジュン 役
- リッチマン、プアウーマン（2012年7月9日 - 9月17日、フジテレビ） - 久賀友紀 役
- 天の方舟（2012年12月9日 - 2013年1月13日、WOWOW）
- 大河ドラマ 八重の桜（2013年、NHK） - 小崎弘道 役
- イタズラなKiss〜Love in TOKYO（2013年3月 - 7月、フジテレビTWO） - 主演・入江直樹 役（未来穂香とW主演）
  - イタズラなkiss 2〜Love in OKINAWA（2014年9月12日、フジテレビ）
  - イタズラなKiss 2〜Love in TOKYO（2014年11月 - 2015年4月、フジテレビ）[42]
- 夫のカノジョ（2013年10月24日 - 12月12日、TBS） - 石黒靖 役[43]
- 土曜プレミアム 星新一ミステリーSP『霧の星で』（2014年2月15日、フジテレビ） - 救助隊1 役
- ビター・ブラッド〜最悪で最強の親子刑事〜（2014年4月 - 6月、フジテレビ） - 滑川 役
- 日中合作ドラマ不可思議的夏天（邦題「不可思議な夏」）（2014年、フジテレビ） - 主演・ストーリーテラー 役、第15話「惑星欠片（ほしのかけら）」本多京一 役[10]
- 殺人分析班シリーズ（WOWOW）
  - 石の繭 殺人分析班（2015年8月16日 - 9月13日）[44] - 横井 役
  - 水晶の鼓動 殺人分析班（2016年11月13日 - 12月11日） - 八木沼雅人 役[45]
  - 悪の波動 殺人分析班スピンオフ（2019年10月6日 - 11月3日） - 主演・野木直哉 / 八木沼雅人 役[46]
- 5→9〜私に恋したお坊さん〜（2015年10月12日 - 12月14日、フジテレビ系） - 三嶋聡 役[47]
- 連続テレビ小説 べっぴんさん（2017年1月11日 - 4月1日、NHK） - 村田健太郎 役[48]
- 世にも奇妙な物語 '16秋の特別編「車中の出来事」（2016年10月8日、フジテレビ） - 優男 役[49]
- 重要参考人探偵（2017年10月20日 - 12月8日、テレビ朝日） - シモン藤馬 役[50]
- ラブリラン（2018年4月5日 - 6月8日、読売テレビ・日本テレビ系） - 町田翔平 役[20]
- 60 誤判対策室（2018年5月6日 - 6月3日、WOWOW） - 世良章一 役[51]
- 天 天和通りの快男児（2018年10月4日 - 12月20日、テレビ東京） - 井川ひろゆき 役[52]
  - 天 赤木しげる葬式編（2019年12月29日）[53]
- ハラスメントゲーム（2018年10月15日 - 12月10日、テレビ東京） - 矢澤光太郎 役[54]
  - ハラスメントゲーム 秋津vsカトクの女（2020年1月10日）[55]
- LINEの答えあわせ〜男と女の勘違い〜（2020年2月2日 - 4月5日、読売テレビ） - 主演・安井司 役[56]
- 働かざる者たち（2020年8月27日 - 10月1日、テレビ東京系） - 新田啓太 役[57]
- 荒ぶる季節の乙女どもよ。（2020年9月9日〔9月8日深夜〕 - 10月28日〔10月27日深夜〕、MBS・TBS系） - 山岸知明 役[58]
- RISKY（2021年3月26日 - 5月7日、MBS） - 桜井亨 役[59]
- 福岡恋愛白書16 クリスマス狂想曲（2021年3月27日〔26日深夜〕、九州朝日放送） - 藤井俊一 役[60]
- シグナル 長期未解決事件捜査班スペシャル（2021年3月30日、カンテレ・フジテレビ） - 武田寿士 役[61]
- ごほうびごはん（2021年10月2日 - 12月18日、BSテレ東） - 磯貝誠 役[62]
- liar（2022年2月16日 - 4月6日、MBS） - 出野司 役[63]
- ねこ物件（2022年4月8日 - 6月10日、テレビ神奈川） - 主演・二星優斗 役[64][65]
- 嫌われ監察官 音無一六（2022年5月6日 - 6月17日 、テレビ東京）- 四堂厘太郎 役[66]
- 5分後に意外な結末「親友交歓」（2022年10月14日、日本テレビ） - 主演・修治 役（笠松将とW主演）[67]
- 自由な女神 -バックステージ・イン・ニューヨーク-（2023年3月4日 - 26日、東海テレビ・フジテレビ系） - ケン・一ノ瀬賢 役[68]
- 弁護士ソドム（2023年4月28日 - 6月16日、テレビ東京） - 青柳孝介 役[69]
- 私と夫と夫の彼氏（2023年6月1日 - 8月3日、テレビ東京） - 仲道悠生 役[70]
- 大富豪同心3（2023年6月23日 - 8月11日、NHK BSプレミアム） - 濱島与右衛門 役[71]
- ドラマW ゴールデンカムイ -北海道刺青囚人争奪編- 第6話・第7話（2024年11月10日・17日、WOWOW） - 江渡貝弥作 役[72][73]
- 仮面ライダーゼッツ（2025年9月7日 - 〈予定〉、テレビ朝日） - ノクス 役[74]

### 配信ドラマ
- 高校デビュー 〜デビュー直前集中講座〜（2011年、LISOMOドラマ） - 朝丘唯 役
- 僕だけがいない街（2017年12月15日配信、Netflix） - 主演・藤沼悟 役[75]
- 1ページの恋（2019年2月18日 - 3月25日、AbemaTV） - 星野有利 役[76]
- 荒ぶる季節の男どもよ。（2020年- 、TSUTAYAプレミアム） - 主演・山岸知明 役
- 48日後に結婚します。（2021年5月13日 - 、Amazon Prime Video他、日中配信ショートドラマ） - 主演・経一 役[77][78]
- 東京、愛だの、恋だの 第1話（2021年9月11日、Paravi） - 首藤春明 役[79][注 1]
- Liar〜すれ違う恋〜（2022年3月9日 - 3月30日、dTV） - 出野司 役[81]
- 神様のえこひいき（2022年3月19日 - 4月9日、Hulu）- 神様 役[82]
- 離婚deオーナー!!（2022年11月1日 - 、NUMA、イヤードラマ） - 主演・高田裕一 役[83]
- 透明なフィルムの向こう側で息をする(2023年1月31日 - 、Spotify) - 主演・末吉拓海 役（莉子とW主演）[84]
- まだゆめをみていたい（2024年7月26日〈予定〉 - 、Hulu） - 新睦月 役[85]

### 舞台
- 恋ばば14歳（2010年8月）
- へなちょこヴィーナス（2010年9月）
- 12人の優しい殺し屋 〜狙われた豪華客船〜（2011年8月16日 - 24日） - 斑鳩公平 役
- エンロン（2012年4月13日 - 29日、天王洲 銀河劇場 / 5月16日、名鉄ホール） - ラムゼー 役[86]
- 家康と按針（ANJIN）（2012年12月、青山劇場 / 2013年1月、イギリス・サドラーズウェルズ劇場） - ドメニコ 役[86]
- 俺たちの明日（演出：岡本貴也、2014年1月10日 - 19日、紀伊國屋ホール） - 主演・不動龍 役[87]
- イニシュマン島のビリー（作：マーティン・マクドナー、2016年3月25日 - 4月10日、世田谷パブリックシアター / 4月23・24日、シアター・ドラマシティ） - 主演・ビリー 役[88]
- 神の子どもたちはみな踊る after the quake（2019年7月31日 - 8月16日、よみうり大手町ホール / 8月21日・22日、東海市芸術劇場大ホール / 8月31日・9月1日、神戸文化ホール大ホール）- 主演・淳平 役[89][90]
- 室温〜夜の音楽〜（2022年6月25日 - 7月10日、世田谷パブリックシアター / 7月22日 - 24日、兵庫県立芸術文化センター 阪急 中ホール） - 主演・間宮 役[91][92]
- リーディングシアター シャーロック・ホームズシリーズ「四つの署名」（2024年5月6日、サンシャイン劇場）[93]

### 吹き替え
- あなたがここにいてほしい（2022年） - 主演・リュー・チンヤン 役〈チュー・チューシアオ〉[94]

### バラエティ
- 痛快TV スカッとジャパン「彼氏を横取るネコババ女」（2015年10月19日、フジテレビ）[95] - 直人 役

### プロモーションビデオ
- Crystal Kay「サクラ」（2016年）[96]
- 栞菜智世「Heaven's Door 〜陽のあたる場所〜」（2016年）[97]

### ラジオ
- 古川雄輝 unknown radio（2016年3月30日[98] - 2017年3月25日[99]、文化放送）[100]
- AVALON（J-WAVE）
  - 2017年4月3日 - 2017年9月25日（月曜パーソナリティ）[101]
  - 2017年11月10日[102] - 2019年3月22日（金曜不定期パーソナリティ）[25]

### 広告
- ace.（2016年・2018年）[103][104]
- インアゴーラ「豌豆プラットフォーム 828大促（ダツウ）キャンペーン」（2018年8月 - ） - Weibo、WeChatなどの中国SNSや屋外広告で展開[105]
- バンダイ「ベルサイユのばらアイライナー」（2018年9月 - ）[106]
- パンテーン「ミラクルズ」（2018年）
- Stem beauté（2025年4月 - ）[107]

### ナレーション
- 2016年のシティボーイ -POPEYE創刊40年-（2016年、WOWOW）[108]
- 4K KATANA PROJECT（2016）[109]

### イベント
- MEN'S NON-NOスーパーフェス（2011年）
- J-POP SUMMIT 2014（2014年、サンフランシスコ・アメリカ）
- 国際ドラマフェスティバル（2015年、ジャカルタ・インドネシア）
- 拓殖大学トークショー（2015年）
- Fashion Week Tokyo 2017A／W（2017年、渋谷ヒカリエ） - スペシャルモデル[110]
- 第24回 東京ガールズコレクション 2017SPRING／SUMMER（2017年）[111]
- Rakuten GirlsAward 2017 AUTUMN/WINTER（2017年）[112]
- Asian pop-up cinema（2018年、シカゴ・アメリカ）
- Rakuten GirlsAward 2018 SPRING/SUMMER（2018年、幕張メッセ）[113]
- GirlsAward 2018 AUTUMN/WINTER（2018年、幕張メッセ）[114]

## 受賞歴
- 尖叫2015爱奇艺之夜「アジア俳優賞」（2014年、中国）
- 3rd Annual DramaFever Awards「Best Couple賞」(With 未来穂香)『イタズラなKiss2〜Love in TOKYO』(2015年、アメリカ）[115]
- 第1回「スニーカーベストドレッサー賞」（2018年）[116]
- ゆうばり国際ファンタスティック映画祭2019 「ニューウェーブアワード男優部門」[11]（2019年）
- weibo account festival 2020 微博日本群英会「注目俳優賞」[117]（2021年）

## 書籍

### 写真集
- 1st 写真集 日本版「ゆうき〜Be natural」（2013年）
- 1st 写真集 海外版「yuki〜Be natural」（2013年）
- 2nd 写真集 中国版「YUKI in San Francisco」（2015年）[19]
- 2nd 写真集 日本版「ゆうき in San Francisco」（2015年）
- 3rd 写真集「unknown」（2017年）[118]
- 果実（2021年）[119]
- Λ（ラムダ）（2023年）[120]

### カレンダー
- Yuki Furukawa 2014 カレンダー（2013年）
- Yuki Furukawa 2015 カレンダー（2014年）
- Yuki Furukawa 2016 カレンダー（2015年）
- Yuki Furukawa 2017 カレンダー（2016年）
- 10th anniversary Yuki Furukawa Selfie calendar 2021（2020年）[121]
- YUKI FURUKAWA Calendar 2022（2021年）[122]
- YUKI FURUKAWA Calender 2023（2022年）

### 雑誌連載
- 東京ニュース通信社『TVガイドPERSON』（2017年vol.62 - ）[123]
- ダイヤモンド社『TVstation』「古川雄輝NOW!」（2018年8号[124] - 13号[125]）

## DVD
- 1st DVD「The First Step -Yuki Furukawa in Shanghai-」（2013年）
- 「Yuki's holiday」（2023年）

## 声優
- 池袋ウエストゲートパーク（BeeTV『Beeマンガ』、2011-2012年、全30話） - 安藤崇（タカシ） 役[126]